# Sandra Mairhofer
Sandra Mairhofer (* 12. Juni 1992 in Taisten) ist eine italienische Triathletin und Radsportlerin. Sie ist dreifache Weltmeisterin Wintertriathlon (2021, 2023, 2024) und zweifache Weltmeisterin Cross-Triathlon (2022, 2023).

## Werdegang
Sandra Mairhofer wurde im Mai 2023 auf Ibiza nach 2022 zum zweiten Mal ITU Weltmeisterin Cross-Triathlon.
Im Februar 2024 gewann die 31-Jährige in Pragelato (Sestriere) im Piemont bei der Weltmeisterschaft der Elitedamen die Goldmedaille und damit ihren dritten WM-Titel. Im Juli gewann die Pustertalerin den 29. Dolomiti Superbike (Radmarathon über 85 km).

## Sportliche Erfolge
| Datum/Jahr    | Rang | Wettbewerb                                 | Austragungsort           | Zeit | Bemerkung                          |
| ------------- | ---- | ------------------------------------------ | ------------------------ | ---- | ---------------------------------- |
| 5. Mai 2023   | 1    | ITU Cross Triathlon World Championships    | Ibiza                    |      | ITU-Weltmeisterin Cross-Triathlon  |
| 8. Juni 2022  | 1    | ITU Cross Triathlon World Championships    | Târgu Mureș              |      | ITU-Weltmeisterin Cross-Triathlon  |
| 30. Apr. 2022 | 1    | ITA Cross Triathlon National Championships | Capoliveri               |      | Staatsmeisterin Cross-Triathlon    |
| 31. Okt. 2021 | 2    | ITU Cross Triathlon World Championships    | El Anillo de Extremadura |      | Vize-Weltmeisterin Cross-Triathlon |
| 2. Juli 2019  | 3    | ETU Cross Duathlon European Championships  | Târgu Mureș              |      | Europameisterschaft Cross Duathlon |

| Datum/Jahr   | Rang | Wettbewerb             | Austragungsort | Zeit | Bemerkung |
| ------------ | ---- | ---------------------- | -------------- | ---- | --------- |
| 11. Mai 2019 | 3    | Kalterer See Triathlon | Kaltern        |      |           |

| Datum/Jahr    | Rang | Wettbewerb                                  | Austragungsort      | Zeit     | Bemerkung                          |
| ------------- | ---- | ------------------------------------------- | ------------------- | -------- | ---------------------------------- |
| 24. Feb. 2024 | 1    | ITU Winter Triathlon World Championships    | Pragelato           | 01:50:32 | Weltmeisterin Wintertriathlon      |
| 25. März 2023 | 1    | ITU Winter Triathlon World Championships    | Skeikampen          |          | Weltmeisterin Wintertriathlon      |
| 28. Jan. 2023 | 1    | ETU Winter Triathlon European Championships | Sant Julià de Lòria |          | Europameisterin Wintertriathlon    |
| 5. März 2022  | 2    | ITU Winter Triathlon World Championships    | Sant Julià de Lòria |          | Vize-Weltmeisterin Wintertriathlon |
| 20. März 2021 | 1    | ITU Winter Triathlon World Championships    | Sant Julià de Lòria |          | Weltmeisterin Wintertriathlon      |

| Datum/Jahr   | Rang | Wettbewerb                                | Austragungsort | Zeit | Bemerkung                         |
| ------------ | ---- | ----------------------------------------- | -------------- | ---- | --------------------------------- |
| 2. Juli 2019 | 2    | ETU Cross-Duathlon European Championships | Târgu Mureș    |      | hinter der Französin Morgane Riou |

(DNF – Did Not Finish)